# Snapback

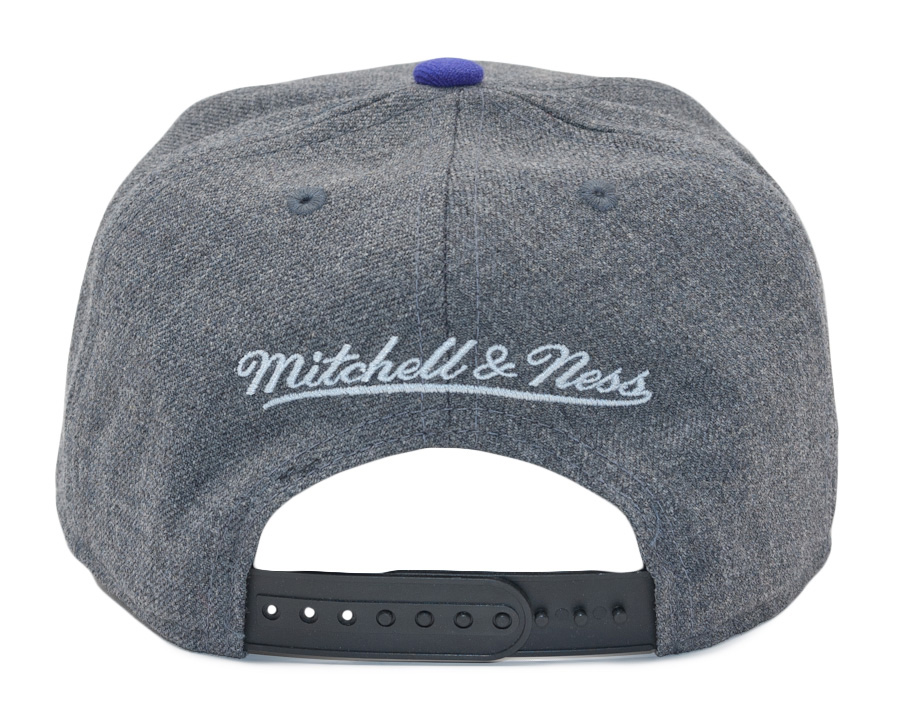
Snapback kšiltovka Los Angeles Lakers Arch with Logo G2 (Mitchell & Ness). Pohled zezadu s typickým nastavitelným páskem

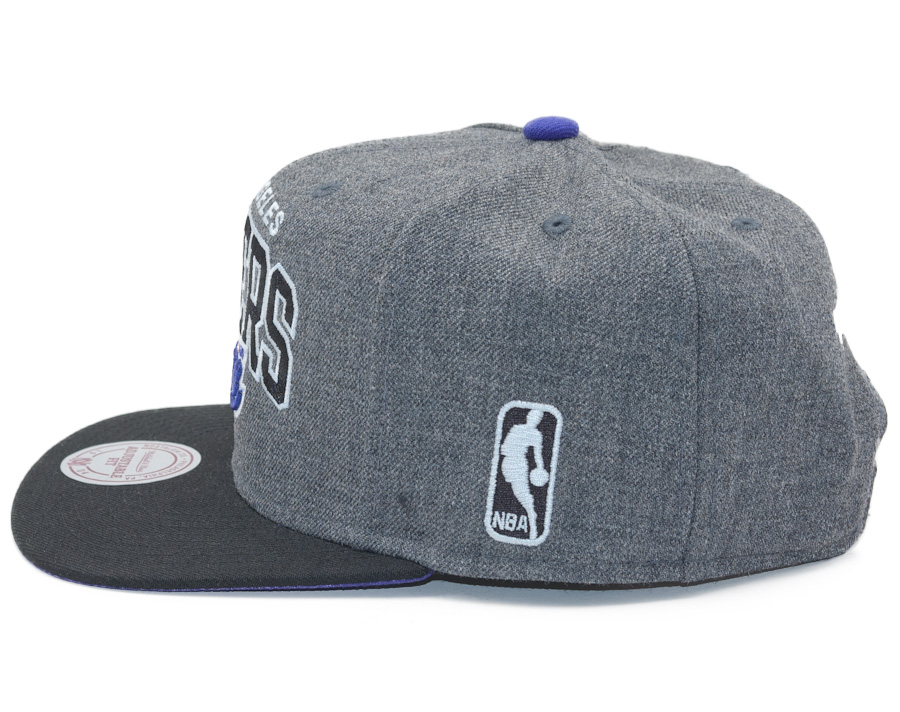
Snapback kšiltovka Los Angeles Lakers Arch with Logo G2 (Mitchell & Ness). Pohled z boku

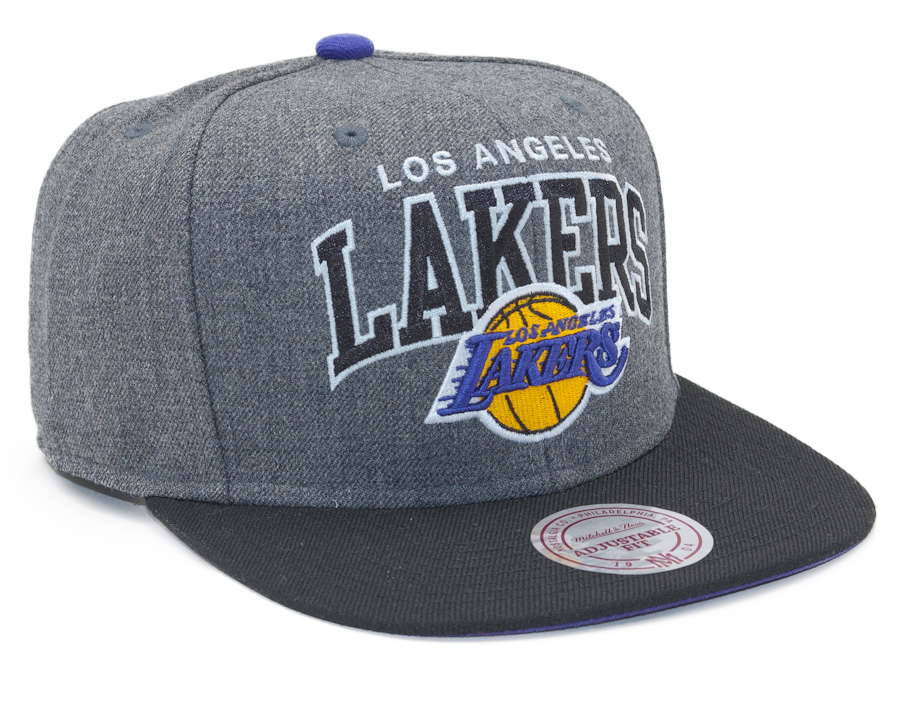
Snapback kšiltovka Los Angeles Lakers Arch with Logo G2 (Mitchell & Ness). Pohled z úhlu

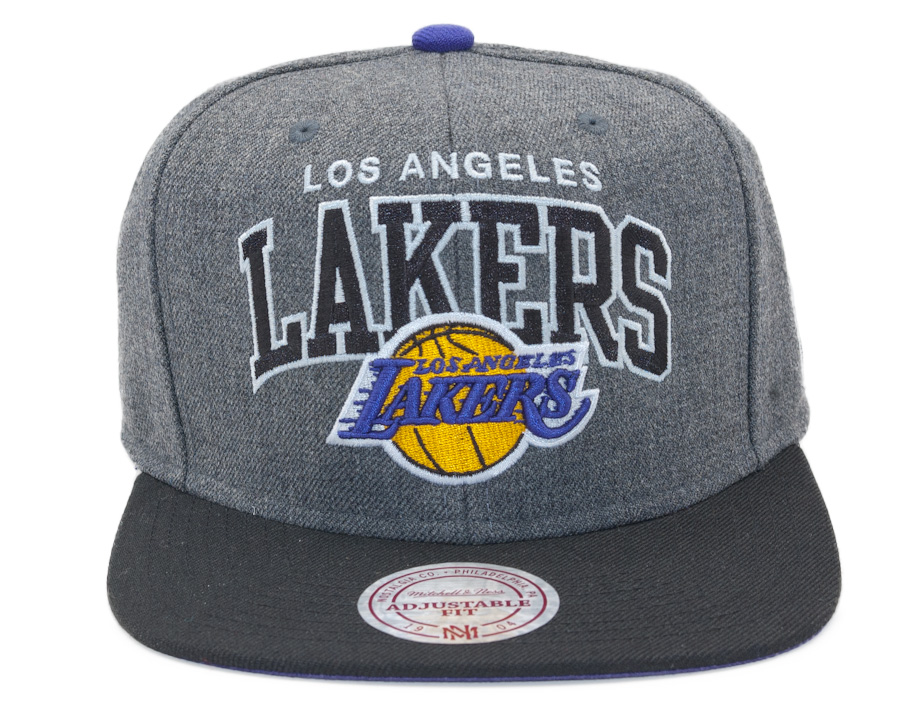
Snapback kšiltovka Los Angeles Lakers Arch with Logo G2 (Mitchell & Ness). Pohled zepředu

Snapback je typ kšiltovky s nastavitelnou velikostí, což zajišťuje specifický zacvakávací pásek na zadní straně (odtud název snapback – anglicky „zacvakávání vzadu“). Obvykle mají tyto čepice rovný (plochý) kšilt. Vychází z designu tzv. fitted čepic, které vzadu nemají vykrojení látky a zapínací pásek (jejich velikost tedy není přizpůsobitelná vůbec, nebo jen velmi omezeně) a které se proslavily tím, že je nosí profesionální hráči baseballu. Snapback čepice jsou levnější než baseballové fitted a v posledních letech výrazně roste jejich popularita (především mezi mládeží a komunitou kolem hip hopu).
Dnes se snapback čepice dostávají i do písní slavných rapperů, jako jsou např. Wiz Khalifa nebo Mac Miller z Philadelphie. Mimo jiné i to zapříčiňuje masivní návrat snapback kšiltovek v roce 2011 a narůstající zájem o retro a vintage modely s klasickými barvami a motivy sportovních týmů.

## Střihy snapback čepic
Čepice s kšiltem (kšiltovky) se dělí podle střihů koruny na šestipanelové, A-Frame, pětipanelové a trucker.

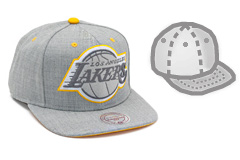
Z 6panelového střihu vycházejí ostatní střihy. Čepice různých značek vypadají na první pohled stejně, ale lišit se mohou hloubkou, obvodem, tvarem koruny, čela nebo kšiltu. Typickým znakem je vysoké čelo a dozadu se snižující koruna.
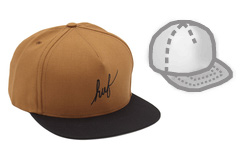
Design A-Frame je podobný klasickému 6panelovému, ale jeho přední dva panely jsou jen jeden velký, protože šev je nerozděluje na poloviny – není dotažený až ke kšiltu. Díky tomu má po nasazení kšilt vůli se prohnout a netlačí do čela.
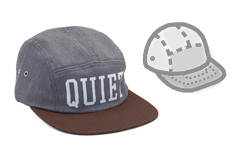
Koruna 5panelové čepice je sešitá z pěti kusů, které mohou tvořit nejrůznější tvary. Nejčastějším je camper hat (viz obrázek). Taková čepice doléhá na hlavu a kopíruje její tvar. Dá se říct, že 5panelové čepice jsou díky ušetření jednoho panelu vhodné i na menší hlavy.
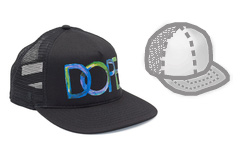
Truckerka většinou vychází z A-Frame designu, ale její zadní nebo většinová část je z pletené plastové síťky, která větrá.

## Snapback čepice v Hip hopu
Populární hiphopoví zpěváci Tupac Shakur, Eazy-E, N.W.A., Dr. Dre nebo Ice Cube na začátku 90. let začali snapback čepice ve velkém propagovat. Mohli jejich prostřednictvím mj. ještě lépe vyjádřit svůj vztah k rodnému městu či čtvrti, potažmo k místním sportovním týmům. Používali je ve svých hudebních klipech, obrázcích alb či filmech a tak dali vzniknout novému výraznému trendu.

## Další typy zapínání
Kromě snapbacků existují ještě další typy čepic, jejichž názvy vznikly podle jejich typu zapínání. Především je to strapback (s přezkou), zipback (se zipem či suchým zipem) nebo také tieback (šátkový úvaz).
Kšiltovky strapback jsou nástupci populárních snapback čepic. Strapbacks mají velmi často i více kožených detailů (než klasické snapback kšiltovky). Vyrábí je například značky Crooks & Castles, Official, Mitchell & Ness, Quiksilver nebo New Era.